# Жетале
Жетале (словен. Žetale) — поселення в общині Жетале, Подравський регіон‎, Словенія.